# Liparis palawensis
Liparis palawensis är en orkidéart som beskrevs av Takasi Tuyama. Liparis palawensis ingår i släktet gulyxnen, och familjen orkidéer. Inga underarter finns listade i Catalogue of Life.